# Friedenskirche (Loga)

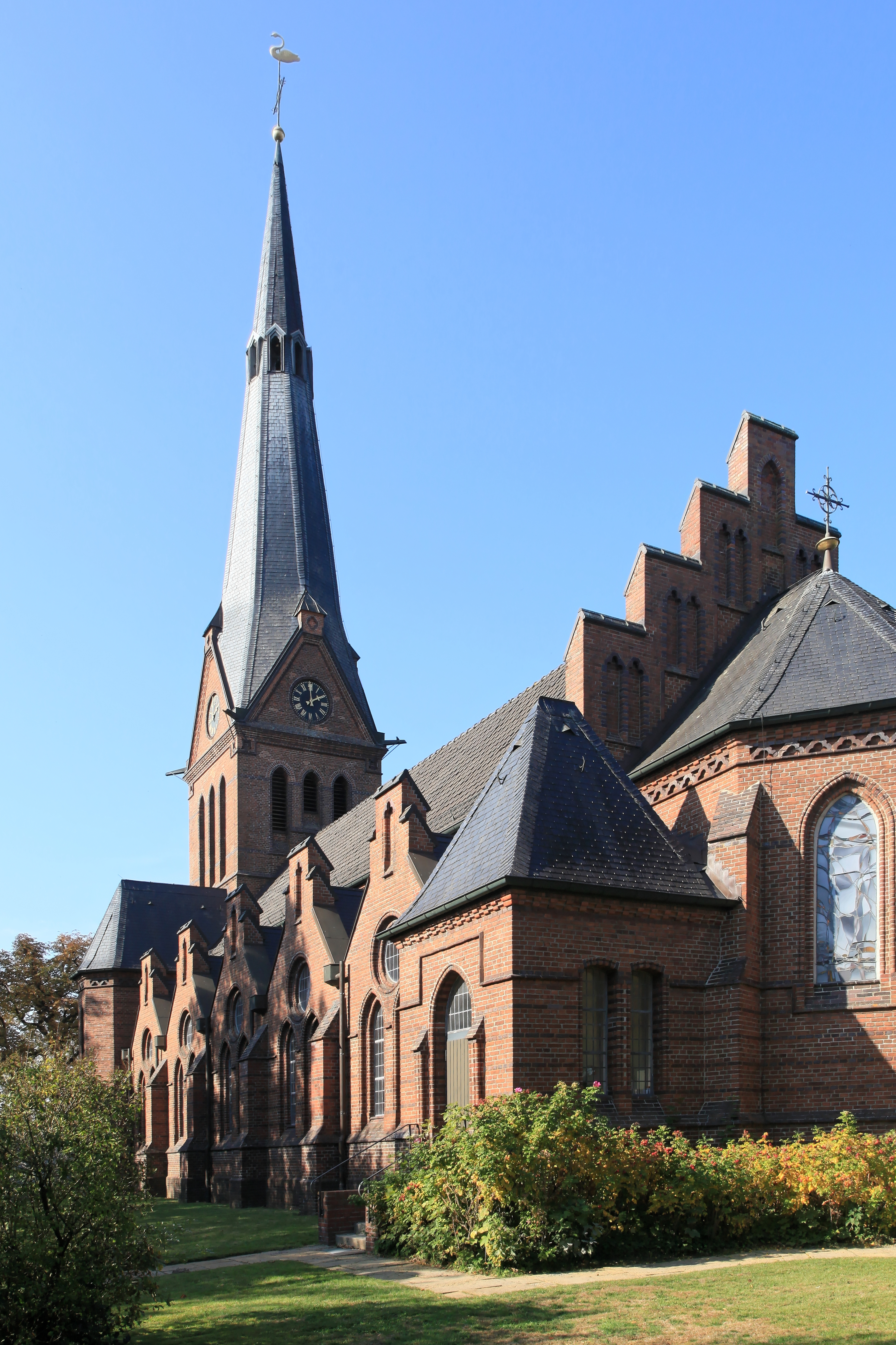
Die Friedenskirche

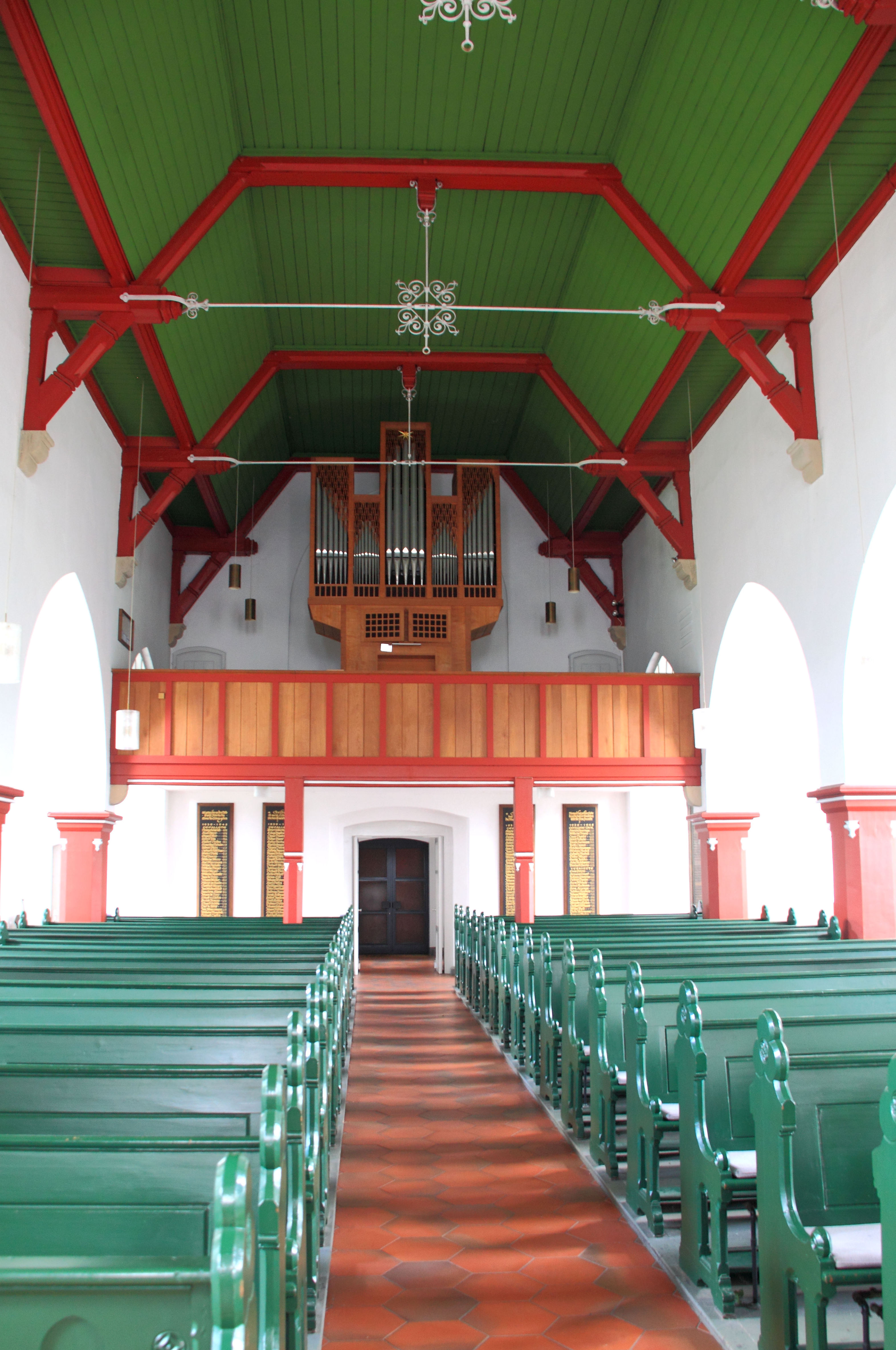
Innenausstattung

Die evangelisch-lutherische Friedenskirche steht in Loga, einem Ortsteil der ostfriesischen Stadt Leer. Das Gotteshaus wurde im Jahre 1891 nach Plänen des Architekten Ferdinand Schorbach aus Hannover im Stil der Neugotik erbaut.

## Geschichte
Den Lutheranern war es laut der Emder Konkordate von 1599 im reformierten Loga verboten, ein eigenes Gotteshaus zu errichten. Über das Interessentenwahlrecht (Genossenschaftspatronat) hatten sie aber die Möglichkeit, an der Wahl des reformierten Geistlichen teilzunehmen. Sie durften sich zwar der lutherischen Gemeinde des Nachbarortes Logabirum anschließen, mussten aber kirchliche Abgaben für die reformierte Gemeinde in Loga mittragen. Zu den Lutheranern gehörte auch die Familie von Wedel, die Herren der Herrschaft Loga. Mehrfach versuchte die Familie, den Bau eines Gotteshauses in Loga voranzutreiben oder zumindest lutherische Gottesdienste in der Reformierten Kirche des Ortes anbieten zu können. Dies wurde zunächst alles abgelehnt. Erst als die Grafen von Wedel für die Zukunft der lutherischen Gemeinde finanziell bürgten, konnte diese gegründet werden. Als Entschädigung erhielt die reformierte Gemeinde vom preußischen Kultusminister Gustav von Goßler 41.000 Mark. Im Jahre 1891 wurde schließlich die Kirche nach Plänen des Architekten Ferdinand Schorbach aus Hannover im Stil der Neugotik erbaut. Das dazu nötige Land sowie die finanziellen Mittel stiftete Karl-Georg von Wedel und Majoratsherr von Gödens und Evenburg, der dafür im Gegenzug das Kirchenpatronat erhielt. Der Graf schenkte beiden Gemeinden des Ortes zudem Land für einen gemeinsamen Friedhof. Am 24. Juni 1891 wurde die Kirche mit dem 45 Meter hohen Westturm geweiht. Gegen Ende des Zweiten Weltkrieges wurden Turm und Kirche durch Beschuss so schwer beschädigt, dass eine Nutzung zunächst nicht mehr in Frage kam. Bis zur notdürftigen Reparatur war die Gemeinde Gast bei der Reformierten Nachbargemeinde. Im Jahre 1949 konnte die Kirche wieder der Gemeinde übergeben werden. Die 1891 von Johann Diepenbrock erbaute Orgel war ebenfalls schwer beschädigt und wurde 1964 durch ein neues Instrument von Ahrend & Brunzema mit 13 Registern auf zwei Manualen und Pedal ersetzt. Im Turm hängt ein Geläut der Gießerei Otto in Hemelingen: Glocke 1, gegossen 1890 im Ton h°, und Glocke 2, gegossen 1920 im Ton cis'.